# دم‌دراز بهشتی پرنسس استفانی
دم‌دراز بهشتی پرنسس استفانی (نام علمی: Astrapia stephaniae) نام یک گونه از سرده دم‌دراز بهشتی است.